# تشاونسي هير
تشاونسي هير (بالإنجليزية: Chauncey Hare)‏ هو مصور أمريكي، ولد في 19 يونيو 1934.